# Куусюсі (футбольний клуб)
 Футбольний клуб «Куусюсі» (фін. FC Kuusysi) — фінський футбольний клуб з Лахті, заснований у 1934 році. Виступає в лізі Kakkonen. Домашні матчі приймає на стадіоні «Ланден», місткістю 4 000 глядачів.

## Досягнення
- Чемпіонат Фінляндії
  - Чемпіон (5): 1982, 1984, 1986, 1989, 1991
  - Срібний призер (4): 1987, 1988, 1990, 1992
- Кубок Фінляндії
  - Володар (2): 1983, 1987.